# Apison
Apison es un lugar designado por el censo ubicado en el condado de Hamilton en el estado estadounidense de Tennessee. En el Censo de 2010 tenía una población de 2469 habitantes y una densidad poblacional de 64,34 personas por km².

## Geografía
Apison se encuentra ubicado en las coordenadas 35°0′18″N 85°0′35″O / 35.00500, -85.00972. Según la Oficina del Censo de los Estados Unidos, Apison tiene una superficie total de 38.38 km², de la cual 38.36 km² corresponden a tierra firme y (0.03%) 0.01 km² es agua.

## Demografía
Según el censo de 2010, había 2469 personas residiendo en Apison. La densidad de población era de 64,34 hab./km². De los 2469 habitantes, Apison estaba compuesto por el 95.79% blancos, el 0.97% eran afroamericanos, el 0.61% eran amerindios, el 0.69% eran asiáticos, el 0.04% eran isleños del Pacífico, el 0.49% eran de otras razas y el 1.42% pertenecían a dos o más razas. Del total de la población el 3.36% eran hispanos o latinos de cualquier raza.